# Gomphandra simalurensis
Gomphandra simalurensis är en järneksväxtart som beskrevs av Herman Otto Sleumer. Gomphandra simalurensis ingår i släktet Gomphandra och familjen Stemonuraceae. Inga underarter finns listade i Catalogue of Life.